# CD Universitario
CD Universitario, voluit Club Deportivo Universitario (voorheen Chorrillo FC) is een Panamese voetbalclub uit Penonomé. De club werd opgericht in 1974 in Balboa onder de naam Chorrillo FC. Deze club kwam in 2018 in geldproblemen en fuseerde met CD Centenario en Universidad Latina en kreeg haar huidige naam. Tevens verhuisde de club naar Penonomé.

## Bekende (oud)-spelers
- Ricardo Ávila
- José Luis Rodríguez